# إيفلين دوف
إيفلين دوف (بالإنجليزية: Evelyn Dove) (و. 1902 – 1987 م) هي ممثلة بريطانية، ولدت في لندن، توفيت عن عمر يناهز 85 عاماً.

## التعليم
تعلمت في الأكاديمية الملكية للموسيقى.

## وصلات خارجية
- إيفلين دوف على موقع IMDb (الإنجليزية)
- إيفلين دوف على موقع ميوزك برينز (الإنجليزية)
- إيفلين دوف على موقع أول ميوزيك (الإنجليزية)
- إيفلين دوف على موقع ديسكوغز (الإنجليزية)
- إيفلين دوف على موقع كينوبويسك (الروسية)

- إيفلين دوف في قاعدة بيانات الأفلام على الإنترنت